# Glypta hastata
Glypta hastata là một loài tò vò trong họ Ichneumonidae.